# Armoriale delle famiglie italiane (Cat-Caz)
Questo è l'armoriale delle famiglie italiane il cui cognome inizia con le lettere che vanno da Cat a Caz.

## Armi

### Cat
| Stemma | Casato e blasonatura |
| ------ | --- |
|        | Catacanevo (Altino-Venezia) (Immagine in Armas de los cavalleros de Veneçia.) |
|        | Catala (Sardegna) (d'azzurro, al cane ritto d'argento, collarinato di rosso) (citato in ) |
|        | Catalani (Firenze) D'azzurro, al gallo d'oro, crestato e barbato di rosso, e alla banda attraversante pure di rosso (citato in (13)) |
|        | Catalano (Catania) Titolo: nobile dei signori del Marcato di Melilli d'azzurro alla colonna d'argento, sormontata da una stella a 8 raggi dello stesso e sostenuta da 2 leoni coronati d'oro, controrampanti affrontati (citato in (4) – Vol. II pag. 376, in (16) e in (26)) Notizie storiche in Famiglie nobili di Sicilia. |
|        | Catalano (Catania) Titolo: nobile dei signori del Marcato di Melilli d'azzurro, alla fascia in divisa abbassata sotto un filetto scorciato, accompagnata, in punta da una stella a dieci raggi e sostenente due leoni coronati, controrampanti ed affrontati al filetto; il tutto d'oro (citato in (4) – Vol. II pag. 376, in (16), in Mango e in (26)) alias d'azzurro, alla colonna d'argento, sormontata da una stella a otto raggi dello stesso e sostenuta da due leoni coronati d'oro, controrampanti ed affrontati (citato in Mango) Notizie storiche in Famiglie nobili di Sicilia. |
|        | Catalano (Sicilia) d'azzurro, con due leoni coronati d'oro affrontati e contra-rampanti ad una colonna a base e capitello d'argento (citato in (26)) Notizie storiche in Famiglie nobili di Sicilia. |
|        | Catalano (Barge) Titolo: signori di Roccasparvera; consignori di Barge, Manta Trinciato di rosso e d'oro (citato in (15)) |
|        | Catalano de Aceto (Sicilia) Titolo: barone di Casalcarbone spaccato d'oro e di nero al leone dell'uno nell'altro (citato in (26)) Notizie storiche in Famiglie nobili di Sicilia. |
|        | Catalano Gonzaga (Napoli) di azzurro al leone d'oro rivolto Titolo: duca di Cirella, col predicato di Maierà e Grisolia (citato in (4) – Vol. II pag. 376 e in (16)) alias leone rampante rivolto di oro su azzurro - croce patente di rosso accantonata da 4 aquile di nero su argento (citato in LEOM) |
|        | Cataldi (Genova) d'azzurro all'albero di verde, sinistrato dal leone di oro, accompagnato in capo da due stelle del medesimo (citato in (4) – Vol. II pag. 377) |
|        | Cataldi (Genova) leone rampante rivolto di oro contro - un albero di pino di verde su terrazzo di verde su azzurro - 2 stelle (6 raggi) di oro in alto su azzurro (citato in LEOM) |
|        | Cataldi (Roma) d'azzurro all'albero di verde, addestrato dal leone di oro, accompagnato in capo da due stelle a sei raggi del medesimo (Immagine nella Raccolta stemmi Trippini (JPG).) |
|        | Cataldi (Firenze) D'azzurro, alla torre d'argento fondata sul terreno di verde, sostenuta da due leoni d'oro, e sormontata da tre stelle a otto punte dello stesso ordinate in capo; sinistrato d'argento, al leone di rosso, sostenuto da un monte di sei cime di verde (citato in (13)) |
|        | Cataldo (Messina) d'azzurro al leone d'oro, posto tra due stelle dello stesso, una in fascia ed una nella coda (citato in Mango) d'azzurro, con un leone di oro accostato da due stelle dello stesso (citato in (26)) alias (d'azzurro, al leone d'oro, accompagnato da tre stelle a sei raggi dello stesso, due ordinate in fascia nei due cantoni del capo e una nel cantone destro della punta) (citato in Mango) leone rampante di oro accompagnato da - 2 stelle (6 raggi) dello stesso poste in alto in fascia e una simile in basso a destra tutto su azzurro (citato in LEOM) Notizie storiche in Famiglie nobili di Sicilia. |
|        | Catalini Titolo: Nobili di Corneto (la blasonatura non è stata ancora caricata) (citato in DAlena) |
|        | Cataliotti (Palermo, Parigi) Titolo: signore del grano d'azzurro a dieci squame di oro 3, 3, 3, 1, accollate ed appuntate Supporti: due leoni marini d'oro linguati di rosso Cimiero: un cavaliere armato d'argento, cavalcante un pegaso dello stesso, galoppante nei raggi di un'ombra di sole di rosso uscente dalla corona Motto: Nos ipsi fortuna (citato in (4) – Vol. II pag. 377, in Mango e in (26)) Notizie storiche in Famiglie nobili di Sicilia. |
|        | Cataliotti Valdina (Palermo, Parigi) Titolo: barone della Rocca, Valdina o Maurojanni interzato in punta: nel 1º di azzurro a dieci squame d'oro 3, 3, 3, 1, accollate ed appuntate (Cataliotti); nel 2º d'azzurro al guerriero armato d'argento, impugnante con la destra uno scettro dello stesso e la sinistra appoggiata all'elsa della spada (Valdina); nel 3º d'azzurro all'aquila spiegata di argento coronata d'oro (Dell'Aquila) Supporti: due leoni marini d'oro linguati di rosso Cimiero: un'aquila uscente d'argento coronata d'oro Motto: Nos ipsi fortuna (citato in (4) – Vol. II pag. 377 e in (26)) Notizie storiche in Famiglie nobili di Sicilia. |
|        | Catanei (Siena) D'azzurro, al castello al naturale turrito di un pezzo sulla destra, e sormontato da una stella a sei punte d'oro (citato in (13)) |
|        | Catani (Arezzo) Troncato: nel 1º d'oro, all'aquila dal volo spiegato di nero, talvolta coronata d'oro; nel 2º di rosso, a tre quadrati d'oro, 2.1 (citato in (13)) |
|        | Catani (Firenze) D'azzurro, alla fascia d'argento accompagnata da tre conchiglie d'oro, 2.1 (citato in (13)) |
|        | Catani (Castiglion Fiorentino, Firenze) Di..., alla banda doppiomerlata di..., accompagnata nel cantone sinistro del capo da un sole di... (citato in (13)) |
|        | Catani (Firenze) D'azzurro, alla banda d'oro accompagnata da due gigli dello stesso (citato in (13)) |
|        | Catani (Pistoia) Trinciato di rosso e d'azzurro, alla banda doppiomerlata d'oro passata sulla partizione (citato in (13)) |
|        | Catani (Toscana) (DE) In Schwarz 1 silberner Pfahl, beidseitig begleitet von je 1 achtstrahligen silbernen Stern (citato in (28)) |
|        | Catani (Cesena) (la blasonatura non è stata ancora caricata) (citato in BLCW) Immagine in Blasone Cesenate. |
|        | Catani da Staggia (Siena) Di..., al capo losangato di... e di... (citato in (13)) |
|        | Catania (Sicilia) scaccato d'argento e d'azzurro, al capo del primo, caricato dall'aquila spiegata di nero alias (inquartato: nel 1º e 4º scaccato d'azzurro e d'argento; nel 2º e 3º d'argento, all'aquila di nero) (citato in Mango) alias diviso; nel 1° scaccheggiato d'argento e d'azzurro, nel 2° d'argento con aquila spiegata di nero (citato in (26)) Notizie storiche in Famiglie nobili di Sicilia. |
|        | Catanio (Venezia) (FR) D'argent, à la bande d'azur, acc. de deux fleurs-de-lys du même. (citato in JB Rietstap (archiviato dall'url originale il 21 giugno 2016).) |
|        | Catano de Aceto (Sicilia) leone rampante troncato di nero e di oro su troncato di oro e di nero (citato in LEOM) |
|        | Catano de Aceto (Sicilia) scaccato di argento e di azzurro - aquila di nero su argento in capo (citato in LEOM) |
|        | Catanti (Pisa) Di rosso, a due pali diminuiti d'oro convergenti verso la punta, e racchiudenti in capo un crescente montante d'argento alias Inquartato: nel 1º e 4º di rosso, a due pali diminuiti d'oro convergenti verso la punta, e racchiudenti in capo un crescente montante d'argento; nel 2º e 3º d'argento, al leone di rosso coronato d'oro, caricato sulla spalla di uno scudetto di Francia, e al capo partito di rosso e d'oro, caricato dell'aquila bicipite spiegata e coronata sulle due teste, attraversante e partita d'oro e di nero (citato in (13)) |
|        | Catanti Boezi (Pisa) scaglione rovesciato di oro su rosso - luna montante di azzurro in alto su rosso - leone rampante di rosso su argento coronato di oro e caricato di uno scudetto di 3 gigli di oro su azzurro - aquila bicipite coronata su ambo le teste partita di oro e di rosso su partito di rosso e di oro in capo (citato in LEOM) |
|        | Catanzaro (Molfetta) d'azzurro, alla fascia d'argento caricata di 3 rose di rosso, accompagnata in capo da 2 anitre affrontate al naturale, fra le quali una cometa d'oro, e in punta un monte di 3 cime di verde, sostenente una terza anitra al naturale (citato in ) |
|        | Catanzaro (Sicilia) d'azzurro, al piano d'oro, movente dalla punta, cimato dal crescente montante d'argento, sormontato da una stella del medesimo (citato in Mango) |
|        | Catasti (Siena) Troncato: nel 1º di rosso, al leone scaccato d'argento e di nero, nascente dalla partizione; nel 2º d'azzurro, a tre rose d'argento, 2.1; con la fascia d'oro passata sulla troncatura (citato in (13)) |
|        | Catastini (Firenze) D'oro, alla banda di rosso, caricata di tre crescenti volti in banda d'argento, e accompagnata da due gigli d'azzurro, 1.1 (citato in (13)) (DE) In Gold 1 roter Schrägbalken, belegt mit 3 schrägrechts nach oben gewendeten silbernen Halbmonden und beidseitig begleitet von je 1 blauen Lilie (citato in (28)) |
|        | Catelani (Firenze) Di rosso, alla torre al naturale aperta del campo, fondata sul terreno al naturale; con il capo d'Angiò (citato in (13)) |
|        | Catelani (Firenze) Troncato: nel 1º di rosso, a tre vasi d'argento sostenuti da un filetto d'azzurro passato sulla troncatura; nel 2º di verde pieno (citato in (13)) alias (DE) Unter 1 blau unterstützten roten Schildhaupt, darin 3 silberne Becher balkenweise, ledig grün (citato in (28)) |
|        | Catellani (Pisa) Di rosso, alla fascia d'argento accompagnata da sei palle dello stesso ordinate in cinta (citato in (13)) |
|        | Catellini da Castiglione (Firenze) troncato: nel 1º di rosso e nel 2º d'argento, a tre levrieri rampanti di rosso, rivoltati (Immagine nella Raccolta stemmi Trippini (JPG).) alias troncato: nel 1º d'argento e nel 2º di rosso, a tre levrieri rampanti d'argento, rivoltati, i due in capo affrontati (Immagine nella Raccolta stemmi Trippini (JPG).) rosso pieno - 3 cani di rosso di cui 2 controrampanti su argento (citato in LEOM) |
|        | Catemario (Caserta) Titolo: duca di Quadri, barone di Roccamonfina d'argento al capriolo accompagnato da tre stelle di sei raggi, il tutto d'oro, colla punta dello scudo mareggiata di azzurro (citato in (4) – Vol. II pag. 378 e in (16)) |
|        | Catemario (Caserta) scaglione di rosso su argento - 3 stelle (6 raggi) di rosso poste 2,1 - punta dello scudo mareggiata di azzurro (citato in LEOM) |
|        | Catena (Sicilia) Titolo: marchese d'azzurro, alla colonna d'argento e l'orso del secondo incatenato con una catena del medesimo alla stessa, ed il capo d'oro, all'aquila bicipite spiegata di nero (citato in Mango) d'azzurro, con una colonna a base e capitello sinistrata da un orso seduto, legato con catena, il tutto d'argento; al capo d'oro caricato da una aquila bicipite spiegata di nero. Corona di marchese (citato in (26)) Motto: Cesaris est aquila inde columnis redde columnata Ursinis ursam sola catena tua est Notizie storiche in Famiglie nobili di Sicilia. |
|        | Catenacci (Montepulciano) D'azzurro, al porco passante rivolto d'oro, sormontato da un catenaccio dello stesso; il tutto abbassato sotto il capo d'oro caricato di tre bande di rosso (citato in (13)) |
|        | Catenacci (Amelia) 4 catene uscenti dagli angoli dello scudo e collegate in cuore ad un anello di ferro su oro (citato in LEOM) |
|        | Catenazzi (Cesena) (la blasonatura non è stata ancora caricata) (citato in BLCW) Immagine in Blasone Cesenate. |
|        | Cateni (Firenze) D'azzurro, a tre spighe stelate e fogliate d'oro, nodrite su un monte di sei cime dello stesso, e con gli steli attraversati da una catena scorciata di nero, posta in fascia (citato in (13)) |
|        | Cateni o Cateni del Lion d'Oro (Firenze) D'azzurro, all'aquila dal volo abbassato di nero, tenente con ambo gli artigli una catena d'argento, e sormontata da tre stelle a otto punte d'oro ordinate in capo (citato in (13)) alias D'azzurro, all'aquila dal volo levato di nero, tenente con ambo gli artigli una catena d'argento, e sormontata da tre stelle a otto punte d'oro poste in capo, 1.2 (citato in (13)) (DE) In Blau 1 schwarzer Adler, 1 erniedrigte und nach oben gebogene silberne Kette besetzend und oben begleitet von 3 achtstrahligen goldenen Sternen 1:2 gestellt (citato in (28)) |
|        | Caterini (Onano, Roma) troncato: nel 1º di rosso a tre stelle d'oro ordinate in fascia;nel 2º di azzurro al levriere di argento saliente verso un monte di 3 cime dello stesso; fascia di argento attraversante sulla partizione (citato in (4) – Vol. II pag. 378 e in Gens Catherina de terra Balii di Caterini Carlo E.S.C. Rende 2009) |
|        | Caterini (Vaglio Basilicata, Acerenza, Castrovillari) D'argento, ad una spada nuda dello stesso, impugnata d'oro, posta in palo, colla punta al basso, fiancheggiata verso l'elsa da due rose di rosso; colla fascia d'azzurro, caricata di tre stelle d'oro ed attraversante sulla spada. (citato in Dizionario Storico-Blasonico di G.B. di Crollalanza, Pisa 1886-88 - Vol. III pag. 205, in Gens Catherina de terra Balii di Caterini Carlo. E.S.C. Rende 2009 e in (19)) Notizie storiche in Nobili napoletani. |
|        | Caterini (Siena) D'azzurro, al monte di dieci colli alternati d'oro e di rosso cimato da un albero fustato di verde fiancheggiato da due rose rosse. (citato in Dizionario Storico-Blasonico di G.B. di Crollalanza, Pisa 1886-88 Vol.I pag.262 e in Gens Catherina de terra Balii di Caterini Carlo. E.S.C. Rende 2009) |
|        | Caterini (Siena) D'azzurro, all'albero di verde nodrito su un monte di dieci cime d'oro, e accostato da due rose di rosso (citato in (13) e in Armoriale delle famiglie senesi.) |
|        | Caterini (Narni, Poggio di Otricoli) partito: nel 1º di Alberti di Narni che è d'argento ad un albero sradicato di verde, accostato da due leoni di rosso affrontati e controrampanti al fusto; nel 2º di rosso ad un giogo, una croce bottonata, una cometa ed un crescente, il tutto d'oro in palo l'uno sull'altro col capo di argento, caricato da un'aquila di nero sostenuta da un monte di tre cime d'oro (citato in (4) – Vol. II pag. 378, nel Dizionario Storico-Blasonico di G.B. di Crollalanza, Pisa 1886-88 Vol.I pag.262 e in Gens Catherina de terra Balii di Caterini Carlo E.S.C. Rende 2009) |
|        | Caterini (Campania) Titolo: duca di Castel di Mirto Inquartato: nel primo di rosso, alla torre d'oro mattonata di nero chiusa di tre pezzi, merlata alla guelfa; nel secondo d'azzurro, all'aquila ferma il volo chiuso, sinistrata in capo da un bisante d'argento; nel terzo d'azzurro, alla spada posta in banda d'argento l'elsa d'oro, sinistrata in capo da una stella pure d'oro; nel quarto di rosso il tralcio di vite d'oro, fogliato di tre pezzi e posto in sbarra Ornamenti esteriori: Scudo sannitico sostenuto da due cavalli neri rampanti e timbrato di corona ducale. Manto di ermellino sormontato da corona ducale Motto: Deo volente volo (citato in (16)) |
|        | Caterini (Guardia dei Lombardi) (la blasonatura non è stata ancora caricata) (citato in Araldica di Guardia dei Lombardi.) |
|        | Caterini (Roma) cane appoggiato a monte a 3 cime su terrazzo tutto al naturale su azzurro - 3 stelle (6 raggi) di argento su rosso poste 2,1 - fascia in divisa di argento su rosso in capo passante tra le stelle (citato in LEOM) |
|        | Caterini Ansidei Ben'incasa (Perugia) (sbarra traversa d'oro in campo rosso) (citato in UNFE) Immagine nella Biblioteca Estense Universitaria (id. 7254). |
|        | Cati (Firenze) D'azzurro, all'albero al naturale nodrito sul terreno dello stesso, e sormontato da un crescente rivolto d'oro (citato in (13)) |
|        | Catignani (Pisa) Bandato di nove pezzi d'oro, d'argento e di nero (citato in (13)) |
|        | Catignani (Toscana) (DE) In Schwarz 3 silberne Schrägbalken (citato in (28)) |
|        | Catini (Toscana) (DE) In Blau 1 goldener Schrägbalken, beidseitig begleitet von je 1 goldenen Lilie (citato in (28)) |
|        | Catino (Emilia-Romagna, Puglia) Titolo: nobili inquartato nel primo e nel quarto d'oro, all'aquila spiegata di nero; nel secondo e nel terzo interzato in fascia: nel primo di nero, caricato di due crescenti d'argento rivoltati; nel secondo d'argento alla croce a stile patriarcale a due bracci di nero (citato in (16)) |
|        | Catocchio (Viù) D'oro, alla torre di rosso, sostenente un'aquila di nero, fondata su tre monti di verde, accostata da due gigli d'azzurro, con un ramo d'alloro, di verde, nutrito nel lembo inferiore dello scudo, accostante la torre (citato in (15)) |
|        | Catolfi o Catolfi Salvoni (Sa, Giovanni in Marignano, Rimini, Firenze) braccio destro uscente da sinistra vestito di rosso reggente con la mano di carnagione una casa al naturale su azzurro - 3 stelle (6 raggi) poste in fascia di oro - luna montante di argento su azzurro (citato in LEOM) |
|        | Catrani (Città di Castello) di rosso alla banda d'oro (citato in (4) – Vol. II pag. 379) |
|        | Catrick (Firenze) Di..., a tre gatti passanti di..., 2.1 (citato in (13)) |
|        | Catta (Orbetello) (la blasonatura non è stata ancora caricata) (Immagine nella Raccolta stemmi Trippini (JPG).) |
|        | Cattanei (Abruzzo) (la blasonatura non è stata ancora caricata) (citato in DAlena) |
|        | Cattaneo (Lendinara) troncato di rosso e di ermellino (citato in (4) – Vol. II pag. 380) |
|        | Cattaneo (Pordenone) Titoli: Nobile, Conte, Signore di Sedrano troncato di oro e di rosso: il 1º all'aquila di nero; il 2º al leone d'oro (citato in (4) – Vol. II pag. 380) |
|        | Cattaneo (Piacenza) Titolo: Conte di rosso a tre gigli d'argento disposti 1 e 2; ad un filetto di rosso abbassato sulla campagna d'argento (citato in (4) – Vol. II pag. 381) |
|        | Cattaneo (Pavia, Firenze, Milano) Titolo: Nobile troncato; dell'impero e d'oro a tre pali di rosso Cimiero: il cane collarinato d'argento, nascente Motto: Fides (citato in (4) – Vol. II pag. 382) |
|        | Cattaneo e Cattaneo Adorno (Genova) troncato: nel 1º d'oro all'aquila nascente di nero coronata del campo: nel 2º di azzurro a due fasce d'argento, il tutto attraversato dal palo di rosso carico di tre bande di argento. Lo scudo accollato all'aquila bicipite imperiale, rostrata e armata d'oro, coronata dell'impero, tenente nell'artiglio destro spada e scettro d'oro e nel sinistro il globo imperiale, sopportando infilzata nei due colli la corona marchionale (citato in (4) – Vol. II pag. 383) |
|        | Cattaneo e Cattaneo Adorno (Genova) 3 bande di argento su palo di rosso su 3 fasce di azzurro su argento - aquila nascente di nero coronata di oro su oro in capo (citato in LEOM) |
|        | Cattaneo e Cattaneo Adorno (Genova) fasciato di azzurro e di argento - aquila nascente di nero coronata di oro su oro in capo (citato in LEOM) |
|        | Cattaneo (Napoli) Titolo: principe di Sannicandro; duca di Casalmaggiore, Termoli; conte di Anversa fasciato di azzurro e di argento al palo troncato; sopra: di rosso alla croce di argento accantonata da quattro B affrontati di nero (Paleologo); sotto bandato di argento e di rosso (Della Volta), col capo d'oro carico di un'aquila bicipite di nero (citato in (4) – Vol. II pag. 387) fasciato d'azzurro e d'argento al palo troncato; sopra: di rosso alla croce d'argento accantonata da quattro B affrontati di nero (Paleologo); sotto bandato d'argento e di rosso (della Volta), col capo d'oro carico di un'aquila nera (citato in (19)) Notizie storiche in Nobili napoletani. |
|        | Cattaneo (Napoli) croce di argento accantonata da 4 lettere B maiuscole di nero su rosso - bandato di argento e di rosso formante palo su - fasciato di argento e di azzurro - aquila di nero su oro in capo (citato in LEOM) |
|        | Cattaneo (Molise) Interzato in palo: nel 1° e 3° fasciato d'argento e d'azzurro; nel 2° spaccato: nel 1° di rosso con la croce patente d'argento cantonata di quattro B di nero; nel 2° bandato di rosso ed argento; il tutto col capo d'oro all'aquila bicipite di nero (citato in DAlena) |
|        | Cattaneo o Cattani o De Capitani (Novara) Titolo: conti di Proh; consignori di Barengo, Briona, Momo, Romentino Troncato d'azzurro e d'argento, a tre conchiglie dell'uno nell'altro alias Troncato di verde e d'argento, a tre conchiglie dell'uno nell'altro alias D'azzurro, a tre conchiglie d'argento [Catalogo Bolaffi: male ordinate], con il capo d'oro carico di un'aquila coronata, di nero (citato in (15)) |
|        | Cattaneo (Milano) troncato: nel 1º d'oro, all'aquila di nero coronata del campo; nel 2º ritroncato d'azzurro e d'argento, a tre conchiglie di campo di cielo (Immagine nella Raccolta stemmi Trippini (JPG).) |
|        | Cattaneo o Cattaneo della Volta (Genova) Titolo: marchesi di Belforte; conti di Mallere; consignori di Carpeneto Fasciato d'azzurro e d'argento, al palo bandato di rosso e d'argento, con il capo d'oro, carico di un'aquila di nero, nascente, coronata del campo (citato in (15)) alias Troncato, al 1° d'oro all'aquila di nero, nascente dalla partizione, coronata del campo, al 2° d'azzurro, a due fasce d'argento, caricate di un palo di rosso, sopracaricate di tre bande d'argento (citato in (15)) alias Fasciato d'azzurro e d'argento (citato in (15)) alias Fasciato d'azzurro e d'argento, con il capo d'oro, carico di un'aquila di nero, nascente, coronata del campo (citato in (15)) alias Partito, al 1° fasciato d'azzurro e d'argento, al 2° d'oro, alla banda scaccata di tre file, d'argento e di nero, con il palo bandato di rosso e d'argento, il tutto sotto un capo d'oro, carico di un'aquila di nero, nascente, coronata del campo (citato in (15)) alias Partito, al 1° ripartito, al I partito, a) fasciato d'azzurro e d'argento, b) bandato di rosso e d'argento, il tutto al capo d'oro, carico di un'aquila di nero, nascente, coronata del campo, al II d'oro, alla banda scaccata di tre file, d'argento e di nero; al 2° di Giustiniani (citato in (15)) |
|        | Cattaneo (Ovada) Fasciato d'azzurro e d'argento, al palo bandato d'argento e di rosso (palo De Volta) attraversante sul tutto; col capo d'oro, all'aquila rivoltata di nero e coronata d'oro, nascente dalla partizione (citato in (31)) |
|        | Cattaneo (Mantova) Titolo: marchesi di Morano, Ponzano Troncato, al 1° d'azzurro, al leone nascente di rosso, cucito, al 2° bandato doppiomerlato di rosso e d'azzurro alias Troncato, al 1° d'azzurro, al leone nascente di rosso, cucito, al 2° d'azzurro, a tre bande doppiomerlate di rosso, con il capo d'oro, carico di un'aquila di nero alias Interzato in fascia, al 1° d'oro, all'aquila di nero, al 2° d'azzurro, al leone nascente, di rosso, cucito, al 3° d'azzurro, a quattro sbarre doppio merlate, di rosso (citato in (15)) |
|        | Cattaneo (Pontecurone) Titolo: baroni del S.R.I. Troncato, al 1° d'oro, all'aquila di nero, al 2° d'oro, a tre pali di rosso alias D'oro, a tre pali di rosso alias Troncato, al 1° d'argento, all'aquila di nero, coronata d'oro, al 2° d'oro, a tre pali di rosso Motto: Fides (citato in (15)) |
|        | Cattaneo o Cattanei (Vercelli) Bandato d'oro e d'azzurro, con il capo d'argento, carico di un'aquila di nero Motto: Solo recognosco foetum (citato in (15)) |
|        | Cattaneo (Pavia, Firenze, Milano) aquila coronata di nero su argento - palato di oro e di rosso (citato in LEOM) |
|        | Cattaneo (Cremona) Titolo: marchesi e baroni del Sacro Romano Impero di rosso all'aquila bicipite di nero, ciascuna testa circondata di un'aureola d'oro, caricata in cuore di uno scudo palato d'oro e di nero; col capo d'oro all'aquila di nero (citato in BLCR) Immagine in Blasonario Cremonese (archiviato dall'url originale il 1º giugno 2017). |
|        | Cattaneo Bottoni (Piacenza) Titolo: Nobile d'azzurro alla cotissa d'oro accompagnata da 6 gigli d'argento(3 e 3) ordinati 1 e 2 (citato in (4) – Vol. II pag. 381) |
|        | Cattaneo de Capitani d'Arzago d'oro all'aquila di nero, coronata del campo, con la campagna bandata di rosso e d'oro Cimiero: l'aquila nascente coronata d'oro (citato in (4) – Vol. II pag. 387) |
|        | Cattaneo de Capitani d'Arzago partito: nel 1º di Cattaneo de Capitani d'Arzago; nel 2º di Schenardi che è: interzato in fascia: nel 1º d'oro all'aquila di nero, coronata del campo; nel 2º d'argento al leone di rosso, assiso, appoggiante le zampe anteriori contro una trave scorciata, al naturale, posta in palo; nel 3º di azzurro a quattro sbarre di rosso (citato in (4) – Vol. II pag. 387) |
|        | Cattaneo de Capitani d'Arzago (Napoli) castello di rosso a 4 merli laterali alla guelfa su oro aperto dello stesso cimato da - aquila di nero coronata di oro tra i merli - bandato di rosso e di argento (citato in LEOM) |
|        | Cattaneo della Volta (Napoli) Titolo: principe di San Nicandro, duca di Casalmaggiore, conte di Aversa, patrizio napoletano fasciato d'azzurro e argento al palo sopra di rosso alla croce d'argento con quattro B affrontate “Paleologo”, bandato d'argento e rosso al capo d'oro all'aquila di nero (citato in (16)) |
|        | Cattaneo di Proh (Confienza, Milano) Titoli: Conte di Proh, Nobile per il decurionato novarese d'azzurro a tre conchiglie di argento; col capo dell'impero Cimiero: l'aquila coronata di nero, nascente Motto: Quod oculi vident consequorabis (citato in (4) – Vol. II pag. 382) |
|        | Cattaneo Mallone (Genova, Novi) Titolo: nobili di Novi; conti di Pierlas Partito, al 1° fasciato d'argento e d'azzurro (Mallone), al drago coronato e alato d'oro, con le ali caricate di due aquilotti di nero, coronati dello stesso (Cattaneo), al 2° di Cais di Pierlas Motto: Bene mereri (citato in (15)) |
|        | Cattani (Bologna, Modena) troncato: nel 1º d'oro all'aquila di nero coronata di rosso; nel 2º interzato in palo d'argento, a) e c) a tre sbarre di rosso, b) a tre bande dello stesso (citato in (4) – Vol. II pag. 388) |
|        | Cattani (Reggio Emilia, La Spezia) d'oro a tre bande di rosso, col capo del campo, caricato di un'aquila di nero, coronata dello stesso (citato in (4) – Vol. II pag. 388) |
|        | Cattani (Parma) Titolo: Nobile d'argento al destrocherio reggente un'asta con bandiera a due lembi d'azzurro, caricata d'una crocetta patente di argento, il tutto attraversante tre bande di rosso (citato in (4) – Vol. II pag. 389) |
|        | Cattani (Cortona) Di rosso, alla croce latina d'oro sostenuta da un monte di tre cime d'argento (citato in (13)) |
|        | Cattani (Cortona) croce latina su monte a 3 cime di oro su rosso (citato in LEOM) |
|        | Cattani (Firenze) Di nero, al palo d'argento accostato da due stelle a otto punte dello stesso (citato in (13)) |
|        | Cattani (Pescia) Di rosso, al monte di sei cime accostato da due rose e accompagnato in capo da una fiasca, il tutto d'oro (citato in (13)) |
|        | Cattania (Correggio, Reggio Emilia) Titolo: Patrizio di Reggio, Nobile di Correggio d'azzurro al leone rampante d'oro, coronato dello stesso, accompagnato in capo da due stelle di 6 raggi d'oro (citato in (4) – Vol. II pag. 390) |
|        | Cattarelli o Catarelli (Masserano) Fasciato d'oro e di rosso, ogni fascia d'oro carica di quattro grappoli d'uva nera, al naturale, con il filetto di nero in palo, attraversante sul tutto, con il capo d'azzurro, carico di un'aquila di nero, cucita alias Fasciato d'oro e di rosso, le prime due fasce d'oro carica di quattro grappoli d'uva nera, al naturale, la terza di due grappoli, partite da un filetto di nero posto in palo, con il capo d'azzurro, carico di un'aquila di nero, cucita (citato in (15)) |
|        | Cattarinetti-Franco (Verona) Partito: nel 1° spaccato inclinato d'azzurro e di rosso, alla fascia inclinata in banda d'oro, attraversante sullo spaccato e caricata del motto TE DUCE in lettere di nero; l'azzurro caricato di un cervo nascente al naturale movente dalla fascia e accostato nel canton destro del capo da una stella d'oro; nel 2° inquartato: a) e d) d'oro a tre gigli male ordinati d'argento; b) e c) di rosso a due tronchi di verde, passati in croce di S.Andrea, i piedi riuniti con una catena d'oro; la croce accompagnata da tre stelle dello stesso una in capo e due nei fianchi (citato in DAlena) |
|        | Catti d'oro all'aquila bicipite spiegata di nero, membrata e rostrata d'oro, troncato scaccato di nero e d'argento, alla fascia diminuita di rosso, caricata di due merlotti d'argento posta sopra la troncatura (citato in (5) – pag. 106) |
|        | Catti (Firenze) Di rosso, a tre corni da caccia d'argento, legati, imboccati e guarniti d'oro, posti in fascia e ordinati l'uno sull'altro (citato in (13)) |
|        | Catti o Catta (Venezia) 2 C in lettere gotiche una di nero su argento e l'altra di argento sul nero del troncato di argento e di nero (citato in LEOM) |
|        | Cattoli (Faenza) di verde, alla banda d'argento, caricata di due lepri correnti, di nero (citato in (5) - pag. 122) 2 lepri correnti di nero su banda di argento nel senso della banda su verde (citato in LEOM) |
|        | Cattoli (Cesena) Gatto (citato in DAlena) |
|        | Cattoli (Cesena) (la blasonatura non è stata ancora caricata) (citato in BLCW) Immagine in Blasone Cesenate. |
|        | Catucci (Narni) d'azzurro al levriere, rampante d'argento, collarinato d'oro, guardante una stella di otto raggi dello stesso, posta nel canton destro dello scudo (citato in (4) – Vol. II pag. 391) |

### Cau
| Stemma | Casato e blasonatura |
| ------ | --- |
|        | Caucci (Roma) (la blasonatura non è stata ancora caricata) (Immagine nell' Archivio Storico Capitolino (PDF) (archiviato dall'url originale il 4 marzo 2016).) |
|        | Cauda (Torino, Dogliani) Titolo: nobile di rosso alla fenice d'argento, sulla sua immortalità d'oro, fissante un sole, dello stesso, posto nel cantone destro del capo (citato in (4) – Vol. II pag. 392, in (15) e in (22)) alias Di rosso, alla fenice d'argento, sulla sua immortalità, fissante un sole d'oro, posto nel cantone destro del capo (citato in (15)) Motto: Mortis victoria virtus |
|        | Cauda o Coda (Biellese, Torino) Titolo: conti di Balangero, Caselette, Gravere; signori di Losa, Meana; consignori di Bairo, Mathi, La Piè di Lirano, Robassomero D'azzurro, a tre code di cavallo d'oro, con il capo d'oro, carico di un'aquila di nero, linguata di rosso alias D'azzurro, a tre code di cavallo d'oro, una accanto all'altra, con il capo d'oro, carico di un'aquila di nero alias Troncato, d'oro all'aquila coronata, di nero, e d'azzurro, a tre code di cavallo d'oro, una accanto all'altra Motto: Mortis victoria virtus (citato in (15)) |
|        | Caudarella (Napoletano) (la blasonatura non è stata ancora caricata) (citato in (19)) |
|        | Caufridi (Montefalco) troncato d'azzurro e d'oro, al leone dell'uno all'altro, tenente con le branche anteriori una sfera armillare (?); alla fascia d'argento attraversante, caricata di un filetto ondato in fascia d'azzurro) (citato in Degli Abbati) |
|        | Cauli (Policorvo) Di azzurro a tre cavolfiori al naturale avvinti ad un nastro di colore posti 2 e 1 (citato in (4) – Vol. II pag. 392) |
|        | Caulis (Torino Cavour) D'azzurro, al tetraedro d'oro, con il capo del secondo, carico di tre ancore d'azzurro, trabeate d'argento, legate di rosso Motto: Undique sursum (citato in (15)) |
|        | Caumont di rosso al monte di 3 cime uscente dalla punta, sormontato nel cuore dello scudo da una stella con due C maiuscole intrecciate ed addossate poste nel punto destro del capo, il tutto d'oro (citato in (4) – Vol. II pag. 392) |
|        | Caumont Caimi (Bologna) partito: nel 1º di rosso al monte di 3 cime uscente dalla punta, sormontato nel cuore dello scudo da una stella con due C maiuscole intrecciate ed addossate poste nel punto destro del capo, il tutto d'oro (Caumont); nel 2º d'azzurro alla fascia d'argento (Caimi) Cimiero: un levriere dritto d'argento collarinato di rosso, nascente (citato in (4) – Vol. II pag. 392) |
|        | Caursi (Sicilia) d'azzurro, con un leone d'oro sormontato da tre stelle dello stesso (citato in (26)) Notizie storiche in Famiglie nobili di Sicilia. |
|        | Causici (Cesena) (la blasonatura non è stata ancora caricata) (citato in BLCW) Immagine in Blasone Cesenate. |
|        | Causidici (Cagli) (la blasonatura non è stata ancora caricata) (citato in DAlena) |
|        | Caussa o Causa o Calzia o Calza (Carmagnola) Troncato d'azzurro e d'argento, alla banda di rosso, carica di tre stelle, d'oro (citato in (15)) |
|        | Cauvin o Cauvino (Nizzardo) Titolo: consignori di Castelnuovo D'azzurro, alla stella (6), d'oro Motto: Sum radiis sat clara meis (citato in (15)) |
|        | Cauvini o Cauvin (Nizzardo) D'azzurro, al sole d'oro in cuore, accompagnato in capo da tre stelle dello stesso, ordinate in fascia Motto: Sum radiis sat clara meis (citato in (15)) |
|        | Cauzzi o Cavuzzi (Cremona) Titolo: marchesi, signori di Longardore, di Binanuova, di Levata d'oro ad una mezza rapa con cinque foglie (citato in BLCR) Immagine in Blasonario Cremonese (archiviato dall'url originale il 1º giugno 2017). |

### Cav
| Stemma | Casato e blasonatura |
| ------ | --- |
|        | Cava (Cosenza) D'argento al leone di rosso (citato in DAlena e in BLCL) |
|        | Cava (Sicilia) d'argento, al leone di rosso, sormontato da una stella dello stesso (citato in Mango) |
|        | Cava (Sicilia) Titolo: barone d'argento con un leone di rosso sormontato da una stella d'azzurro. Corona di barone (citato in (26)) Notizie storiche in Famiglie nobili di Sicilia. |
|        | Cavaciocchi (Firenze) D'azzurro, alla branca di leone di rosso posta in fascia e tenente in palo un rametto d'oro (citato in (13)) |
|        | Cavadasca (Compiano) (la blasonatura non è stata ancora caricata) (citato in DAlena) |
|        | Cavagna (Voghera) Titolo: Conte di Gualdana di rosso, al leone d'oro, colla fascia d'azzurro attraversante, carica di un cesto (cavagna) d'oro; col capo d'oro, carico di un'aquila di nero, coronata del campo Cimiero: l'aquila del capo, nascente (citato in (4) – Vol. II pag. 393 e in (15)) |
|        | Cavagna Sangiuliani (Milano, Pavia, Torino) Titolo: Nobile dei Conti di Gualdana di rosso, al leone d'oro, colla fascia d'azzurro attraversante, carica di un cesto (cavagna) d'oro; col capo d'oro, carico di un'aquila di nero, coronata del campo (citato in (4) – Vol. II pag. 393) |
|        | Cavagnari Cimaglia Gonzaga (Parma, Genova) Titolo: Marchese d'argento ad un albero al naturale, sinistrato da un leone di nero rampante sul tronco, il tutto sostenuto dalla campagna tagliata di verde su rosso, alla sbarra di nero orlata d'oro attraversante sulla partizione (citato in (4) – Vol. II pag. 393) |
|        | Cavagnis (Val Brembana) D'azzurro a tre monti d'argento moventi dalla punta dello scudo; i due ai lati cimati da due alberi e quello centrale da un cavagnolo con un uccello sul manico, il tutto al naturale (citato in Stemmi della Val Brembana (archiviato dall'url originale il 6 gennaio 2013).) |
|        | Cavagnoli (Cremona) d'oro, alla testa di lupo strappata di nero (citato in BLCR) Immagine in Blasonario Cremonese (archiviato dall'url originale il 1º giugno 2017). |
|        | Cavagnolo (Torino) Titolo: conti di rosso al cesto (cavagna) di argento; col capo d'oro, carico di un'aquila coronata, di nero Cimiero: il braccio armato, tenente un caduceo d'oro, alato d'azzurro, posto in sbarra Motto: A virtute nobilitas (citato in (4) – Vol. II pag. 394 e in (15)) |
|        | Cavalca (Pisa) Di rosso, alla banda scaccata di tre file d'argento e di nero alias D'oro, alla banda scaccata di tre file d'azzurro e d'argento (citato in (13)) |
|        | Cavalca (Parma) Titolo: conti di Asigliano; signori di Boglio con Peona e Sauze Troncato, d'azzurro, al cavallo d'argento, nascente, e di rosso, con la fascia di verde attraversante sulla partizione alias Troncato, d'azzurro, al cavallo d'argento, nascente, imbrigliato di rosso, e di rosso alias Di rosso, al cavallo rampante di nero, con la fascia d'argento attraversante alias D'azzurro, alla fascia cucita di rosso, accompagnata in capo da un cavallo d'argento, imbrigliato di rosso, nascente (citato in (15)) |
|        | Cavalcabò (Cremona) di rosso al bue cavalcato da un guerriero, il tutto al naturale (citato in (4) – Vol. II pag. 394) di rosso al cavaliere armato di tutto punto a cavallo sopra un bue d'oro (citato in BLCR) Immagine in Blasonario Cremonese (archiviato dall'url originale il 1º giugno 2017). |
|        | Cavalcabò (Cremona) di rosso al bue, fermo sulle pianura di verde, cavalcato da un guerriero, il tutto al naturale (Immagine nella Raccolta stemmi Trippini (JPG).) |
|        | Cavalcante (Sicilia) d'argento, seminato di crocette ricrociate di rosso Cimiero: una gamba di cavallo d'argento, col piede ferrato d'oro, inchiodato di nero Divisa: TRISTAN L'HÉRÉMITE alias d'azzurro, a 12 gigli d'oro, posti 3, 3, 3 e 3 (citato in Mango) |
|        | Cavalcanti (Firenze) d'argento, seminato di crocette ricrociate di rosso (citato in (2) – pag. 451, in (5) - pag. 158 e in DAlena) (DE) 1 mit roten Endrautenkreuzen besätes silbernes Feld (citato in (28)) |
|        | Cavalcanti (Firenze) Di rosso, a sei gigli d'argento, 3.2.1 alias D'argento, a sei gigli di rosso, 3.2.1 alias D'argento, seminato di crocette patenti ritrinciate di rosso (Immagine nella Raccolta stemmi Trippini (JPG).) alias D'argento, seminato di crocette patenti ritrinciate di rosso, con la scimmia seduta al naturale attraversante sul seminato (citato in (13)) |
|        | Cavalcanti (Pisa) Di..., alla banda di... accompagnata da sei palle di... ordinate in cinta, tre al di sopra e tre al di sotto della banda (citato in (13)) |
|        | Cavalcanti (Siena) Partito: nel 1º d'oro, all'aquila dal volo abbassato di nero uscente dalla partizione e coronata del campo; nel 2º di rosso, alla fascia ondata d'argento accompagnata da tre teste di cavallo al naturale, 2.1 (citato in (13)) |
|        | Cavalcanti o Cavalcante (Napoli, Calabria, Cosenza) Titolo: duca di Buonvicino, Montemurro; marchese di Verbicaro; nobile dei marchesi, patrizio napoletano d'argento seminato di crocette di rosso Cimiero: una zampa di cavallo di nero, ferrata di oro (citato in (4) – Vol. II pag. 395, in (16) e in (19)) Notizie storiche in Nobili napoletani. |
|        | Cavalcanti (Cosenza) D'argento seminato di crocette ricrociate di rosso (citato in DAlena e in BLCL) |
|        | Cavaleri o Cavalero o Cavaliero (Sicilia) d'oro, al cavaliere armato al naturale (citato in Mango) |
|        | Cavaletto (Rivarolo) Troncato, d'azzurro, al cavallo d'argento, e d'argento, a tre bande d'azzurro (citato in (15)) |
|        | Cavalieri (Siena) D'azzurro, a tre bande diminuite d'oro (citato in (13)) |
|        | Cavalieri (Napoletano) (la blasonatura non è stata ancora caricata) (citato in (19)) |
|        | Cavalieri (Sicilia) Titolo: barone di Caltavuturo d'oro, con un cavaliere armato. Corona di barone (citato in (26)) Notizie storiche in Famiglie nobili di Sicilia. |
|        | Cavalieri (Roma) d'azzurro, al cane rampante collarinato d'argento; alla bordura inchiavata d'azzurro e d'argento (Immagine nell' Archivio Storico Capitolino (PDF) (archiviato dall'url originale il 4 marzo 2016).) |
|        | Cavalieri (Venezia) (FR) Coupé d'argent sur gueules, l'argent chargé d'un cheval passant de sable. (citato in JB Rietstap (archiviato dall'url originale il 21 giugno 2016).) |
|        | Cavalieri Ducati (Comacchio, Bologna) d'azzurro al cavaliere armato di tutto punto con una mazza di ferro nella destra, su un cavallo bianco al naturale, bardato e gualdrappato di rosso<, sostenuto da una terrazza di verde e accompagnato da tre stelle d'oro male ordinate nel capo (citato in (4) – Vol. II pag. 395) |
|        | Cavallari (Cesena) (la blasonatura non è stata ancora caricata) (citato in BLCW) Immagine in Blasone Cesenate. |
|        | Cavallarin (Chioggia) (la blasonatura non è stata ancora caricata) (citato in Araldica gentilizia (archiviato dall'url originale il 24 settembre 2015).) |
|        | Cavallaro (Catanzaro) D'azzurro al cavallo d'oro allegro impennato (citato in DAlena e in BLCL) |
|        | Cavallaro o De Cavallariis (Messina, Palermo, Randazzo) d'azzurro, al cavallo inalberato d'oro, alato dello stesso (citato in Mango) |
|        | Cavallaro (Sicilia) d'azzurro, con un cavallo alato d'oro movente al galoppo (citato in (26)) Notizie storiche in Famiglie nobili di Sicilia. |
|        | Cavallaro (Napoletano) (la blasonatura non è stata ancora caricata) (citato in (19)) |
|        | Cavallera o Cavallero o Cavalleri o Cavalerii (Cuneo) Titolo: nobile D'oro, a tre mazze d'armi d'azzurro (citato in (15)) d'oro, a tre mazze da uomo d'arme d'azzurro, poste in palo (citato in (22)) Cimiero: il guerriero col capo scoperto, che impugna una mazza del capo Motto: Auribus et consilio |
|        | Cavalleri (Racconigi) Titolo: Nobile inquartato di oro e di rosso Motto: Virtus in arduis (citato in (4) – Vol. II pag. 396 e in (15)) |
|        | Cavalleri (Benevagienna) Titolo: conti di Groscavallo, Rivarossa Inquartato d'oro e di rosso Motto: Quand à Dieu plaira (citato in (15)) |
|        | Cavalleri (Ciriè) Titolo: signori di Ciriè e Vauda di S. Maurizio, Grosso Canavese; consignori de La Piè di Lirano Inquartato d'oro e di rosso Motto: Quand à Dieu plaira (citato in (15)) |
|        | Cavalleri (Carmagnola) Inquartato d'oro e di rosso (citato in (15) e in (22)) alias Inquartato d'azzurro e d'oro (citato in (15)) Cimiero: una vergine nascente Motto: virtus in arduis - In pudore virtus |
|        | Cavalleri (Acqui) D'azzurro, al cavaliere armato e montato d'argento (citato in (15)) |
|        | Cavallerini (Roma) cavallo rampante di nero accompagnato da - 5 cuscini dello stesso posti 4 in doppio palo e uno in punta tutto su oro (citato in LEOM) |
|        | Cavallero (Torino, Roma) Titolo: conti Troncato, al 1° d'oro, all'aquila di nero, coronata del campo, al 2° di rosso, a tre pali d'argento, con la sbarra d'azzurro, attraversante, carica di tre stelle (8), d'oro (citato in (15)) |
|        | Cavallerone di Caravana (Torino) Titolo: Nobile dei Baroni di Piverone d'azzurro allo scaglione accompagnato da tre stelle, il tutto di oro; col capo del secondo, carico di un'aquila coronata, di rosso (citato in (4) – Vol. II pag. 396) |
|        | Cavallerone di Caravana (Torino) scaglione di oro su azzurro - 3 stelle (6 raggi) di oro poste 2,1 - aquila coronata di nero su oro in capo (citato in LEOM) |
|        | Cavalletti (Toscana) d'azzurro, al cavallo di nero alato (Pegaso) d'argento (citato in (2) – pag. 20 e in DAlena) |
|        | Cavalletti (Molfetta) d'azzurro, ad un cavallo d'argento inalberato e sostenuto da una campagna di verde Motto: Fit purior haustu (citato in ) |
|        | Cavalletti (Roma) (la blasonatura non è stata ancora caricata) (Immagine nell' Archivio Storico Capitolino (PDF) (archiviato dall'url originale il 5 marzo 2016).) |
|        | Cavalletti de Rossi de Tubero (Roma) d'azzurro al pegaso d'argento addestrato da fiamme uscenti dal fianco sinistro col capo d'Angiò (citato in (4) – Vol. II pag. 397) cavallo alato di argento corrente verso fiamme di rosso uscenti da sinistra su azzurro - capo d'Angiò (citato in LEOM) motto: "Ad sidera tergo" |
|        | Cavalletti de Rossi de Tubero (Roma) cavallo alato di argento corrente verso fiamme di rosso uscenti da sinistra su azzurro - capo d'Angiò tutto su scudetto su - croce di rosso su argento accantonata da 5 palle di rosso per ogni cantone - 3 pali di argento su rosso - losangato di argento e di rosso - 3 rondini di nero su banda di argento nel senso della banda su cerchio di oro su rosso - azzurro pieno (citato in LEOM) |
|        | Cavalli (Brescia, Carpenedolo, Padova) inquartato: al 1º e 4º partito di rosso e di nero al cavallo d'argento, passante, bardato di nero; al 2º e 3º troncato di nero e di argento alla spada di rosso, posta in banda Cimiero: il cavallo del campo, inalberato, nascente, tenente una spada di rosso, posta fra un volo partito di nero e di rosso Motto: Nihil generosius (citato in (4) – Vol. II pag. 397) |
|        | Cavalli (Ravenna, Firenze) di rosso al cavallo imbrigliato d'argento (citato in (4) – Vol. II pag. 399) |
|        | Cavalli (Venezia, Verona) (FR) De gueules, à un cheval cabré d'argent, onglé et criné d'or, bridé d'azur, à la fasce d'azur, brochant sur le tout et ch. de trois étoiles d'or. (citato in JB Rietstap (archiviato dall'url originale il 21 giugno 2016).) |
|        | Cavalli (Ravenna, Firenze) cavallo di argento con briglia di rosso passante su terrazzo di verde su rosso - 3 stelle (6 raggi) di oro su fascia di azzurro su cavallo rampante di argento con briglia di rosso su rosso (citato in LEOM) |
|        | Cavalli (San Giorgio Monferrato, Torino) Titolo: Conte d'Olivola, S. Germano d'azzurro, al cavallo d'argento, ritto, col capo d'oro, carico di una aquila coronata di nero (citato in (4) – Vol. II pag. 399 e in (15)) alias Di rosso, al cavallo d'argento, ritto, con il capo d'oro, carico di un'aquila coronata di nero alias D'azzurro, al cavallo d'argento, ritto (citato in (15)) |
|        | Cavalli (Sale, Tortona, Broni) Titolo: Nobile di rosso, al cavallo gaio, passante, accompagnato nel cantone destro del capo da una stella, il tutto d'argento (citato in (4) – Vol. II pag. 400) |
|        | Cavalli di verde, al cavallo d'argento, passante e imbrigliato di rosso (citato in (5) - pag. 136) |
|        | Cavalli (Empoli) Di..., al cavallo inalberato di... (citato in (13)) |
|        | Cavalli (Compiano) Di rosso al cavallo gaio passante d'argento (citato in DAlena) |
|        | Cavalli o Cavallo o Caballo (Cuneo) Fasciato di nero e d'argento (citato in (15) e in (22)) |
|        | Cavalli (Carmagnola) D'argento, al cavallo di nero, in corsa, con il capo d'azzurro, carico di tre stelle d'oro, ordinate in fascia Motto: Quo ducunt astra sequar (citato in (15)) |
|        | Cavalli e Cavalli Lucca Ardizzoni Calvi (Sala Tortonese) Titolo: nobili Di rosso, al cavallo gaio, passante, accompagnato nel cantone destro del capo da una stella, il tutto d'argento alias Troncato, al 1° d'oro, all'aquila coronata di nero, al 2° di rosso, al cavallo gaio d'argento, galoppante sulla campagna di verde (citato in (15)) |
|        | Cavalli (Verona) di rosso, al cavallo gaio inalberato (Immagine nella Raccolta stemmi Trippini (JPG).) |
|        | Cavalli (Lombardia) cavallo rampante di argento su azzurro - aquila coronata di nero su oro in capo (citato in LEOM) |
|        | Cavalli (Cesena) (la blasonatura non è stata ancora caricata) (citato in BLCW) Immagine in Blasone Cesenate. |
|        | Cavallini (Cingoli, Argentina) di azzurro al cavallo corrente di argento (citato in (4) – Vol. II pag. 400) |
|        | Cavallini (Desenzano) un cavallo in movimento, volto a sinistra, sormontato da una stella a sei punte (citato in Piovanelli) |
|        | Cavallini Bono (Pallanza) Titolo: conti Troncato, al 1° d'azzurro, al cavallo spaventato, sormontato da tre stelle (8) in fascia, il tutto d'argento, al 2° partito, a destra d'azzurro, alla colomba d'argento, rivoltata, posta su un terreno al naturale, a sinistra di rosso, alla vite fogliata, fruttata e sostenuta da quattro pali, il tutto d'argento (citato in (15)) |
|        | Cavallini Bono (Pallanza) cavallo rampante di argento su azzurro - 3 stelle (8 raggi) di argento poste in fascia in alto - colomba rivolta di argento su picco di verde uscente dalla punta su azzurro - vite fogliata e fruttata e sostenuta da 4 pali tutto di argento su rosso (citato in LEOM) |
|        | Cavallo (Amantea) Titolo: patrizi di Amantea di rosso al cavallo d'argento; il capo cucito di azzurro caricato da tre stelle d'oro (citato in (4) – Vol. II pag. 400, in (16) e in (19)) |
|        | Cavallo (Catanzaro) D'azzurro al cavallo allegro ed impennato d'argento (citato in DAlena e in BLCL) |
|        | Cavallo (Napoletano) (la blasonatura non è stata ancora caricata) (citato in (19)) |
|        | Cavallo (Napoletano) (la blasonatura non è stata ancora caricata) (citato in (19)) |
|        | Cavalloni (Firenze) D'oro, al drago di verde collarinato di rosso (citato in (13)) (DE) In Gold 1 rotgezungter grüner Drache, am Hals überdeckt von 1 roten Band (citato in (28)) |
|        | Cavaniglia (Molise) D'argento a 4 fasce ondate di rosso alias D'argento a 3 fasce nebulose d'azzurro alias Di nero a 3 fasce scannellate d'argento, ciascuna avente in alto ed in basso 4 scanalature (citato in DAlena) |
|        | Cavaniglia (Napoli) 3 fasce scanalate di argento aventi ciascuna in alto e in basso 4 scanalature la parte tondeggiante all'esterno su nero (citato in LEOM) |
|        | Cavaniglia (Napoli, Lucera) Titolo: duca di Sant'Agata, Flumari, Rodi, San Giovanni Rotondo; conte di Celle, Goliano, Montella, Montalto, San Giorgio, Troia, Vituliano; marchese di Sammarco dei Cavoti; nobile di Napoli e di Lucera d'argento a quattro onde di nero (citato in (16)) alias di nero con tre fasce ondate d'argento (citato in (19)) Notizie storiche in Nobili napoletani. |
|        | Cavaniglia (Napoli) d'argento a tre divise ondate d'azzurro (Immagine nella Raccolta stemmi Trippini (JPG).) |
|        | Cavanna (Novi Ligure) Titolo: signori di Gazzo; consignori di Pozzolo Formigaro Di rosso, alla banda d'argento, con il capo d'oro, carico di un'aquila nascente di nero, coronata del campo (citato in (15)) |
|        | Cavanna (Sicilia) diviso, nel 1° d'oro, con un'aquila spiegata e coronata di nero; nel 2° d'azzurro, con una banda di oro (citato in (26)) Notizie storiche in Famiglie nobili di Sicilia. |
|        | Cavargnoli o Cavargnoli del Nicchio (Toscana) (DE) In Blau 1 goldener Löwe, oben links begleitet von 1 goldenen Komet und überdeckt von 1 erniedrigten und nach oben gebogenen goldenen Schräglinksbalken (citato in (28)) |
|        | Cavarretta o Gavarretta (Sicilia) Titolo: barone di Sicamino d'oro, a tre draghi di rosso, due affrontati e combattenti, uno in punta (citato in Mango e in (26)) Notizie storiche in Famiglie nobili di Sicilia. |
|        | Cavasanti o Cavasanti Reischio (Alessandria) Titolo: conti di Cuccaro D'azzurro, alla banda accompagnata da sei mondi ordinati in cinta, il tutto d'oro, con il capo d'oro, all'aquila coronata, di nero (citato in (15)) banda di oro su azzurro - 6 mondi cerchiati e crociati di oro posti 3 a destra e 3 a sinistra su azzurro - capo d'Impero (citato in LEOM) alias Interzato in fascia, al 1° d'oro, all'aquila di nero, coronata d'argento, al 2° d'azzurro, alla banda d'argento, accostata da sei globi d'oro, crociati d'argento, al 3° d'argento, all'aquila bicipite coronata, di nero (citato in (15)) |
|        | Cavaselice (Napoli) Titolo: marchese di San Mango, patrizio di Salerno d'oro a un ramo di spaccapietre, fogliato di tre pezzi, su di un monte di tre cime, il tutto di verde (citato in (16) e in (19)) piantina di 3 foglie di verde detta "spaccapietra" sul monte centrale di 3 monti al naturale di verde uscenti dalla punta su oro (citato in LEOM) |
|        | Cavasola (Genova, Roma, ma originario di Finalborgo) troncato: nel 1º di azzurro all'aquila nascente di nero sormontata da tre stelle di otto raggi di oro ordinate in fascia; nel 2º di azzurro a due bande di oro (citato in (4) – Vol. II pag. 401) |
|        | Cavassa (Saluzzo) Titolo: signori di Cervignasco; consignori di Beinasco, Costigliole D'azzurro, al cavedano (quagliasco) d'argento, posto in banda Motto: Droit quoi qu'il soit (citato in (15)) |
|        | Cavasso (Piemonte) d'azzurro, alla trota d'oro in banda (citato in (2) - pag. 566 e in DAlena) |
|        | Cavatore o Cabatore (Messina) (armaignota) (citato in Mango) |
|        | Cavaza (Verona) sbarra tagliata di argento e di rosso su verde (citato in LEOM) |
|        | Cavazza (Bologna) d'oro, alla fascia di rosso accompagnata in capo da un pellicano con la sua pietà al naturale, e in punta da un monte di tre colli d'argento all'italiana, cimato da un tronco reciso di melograno al naturale, fruttato di due pezzi e nudrito sulla vetta del monte Motto: Fide et labore (citato in (4) – Vol. II pag. 401) |
|        | Cavazza (Modena, Solara) d'azzurro all'albero cavazzato, al naturale, piantato sull apianura erbosa, all afascia di rosso, caricata di tre stelle (6) di oro, attraversante sul tutto (citato in (4) – Vol. II pag. 402) |
|        | Cavazza (Saluzzo) d'azzurro, alla banda di rosso, caricata di un pesce d'argento (citato in DAlena) (Immagine nella Raccolta stemmi Trippini (JPG).) |
|        | Cavazza (Venezia) (FR) Parti d'argent et de gueules, à six têtes de lion de l'un à l'autre, rangées en deux pals, celles à dextre contournées (Comp. Leoni-Cavazza.). (citato in JB Rietstap (archiviato dall'url originale il 21 giugno 2016).) |
|        | Cavazzi di azzurro a tre bande d'oro ripiene di rosso, colla testa di moro, bendato di argento, attraversante (citato in (4) – Vol. II pag. 403) |
|        | Cavazzi de' Battaini (Bergamo, Milano) partito: al 1º d'azzurro alla metà verticale di un busto di vecchio barbuto movente dal fianco sinistro e dalla punta dello scudo, vestito di bianco all'antica al naturale; al 2º di rosso alla metà verticale sinistra di una pianticella al naturale nudrita nella punta dello scudo Motto: Spera in deo (citato in (4) – Vol. II pag. 402) |
|        | Cavazzi della Somaglia (Milano) Titolo: signori dell'Ossola Superiore D'azzurro, a tre bande d'oro, cariche di un filetto di rosso, alla testa di moro, di nero, attraversante in cuore alias Bandato d'azzurro e d'oro, le pezze del secondo cariche di un filetto di rosso, alla testa di moro al naturale, attortigliata d'argento, attraversante in cuore; con il capo d'argento, carico di tre vipere viscontee d'azzurro con le scaglie rilevate di rosso, i denti d'argento, le fauci spalancate e ingollanti un saraceno ignudo di rosso, invocante aiuto con le braccia distese; le vipere, ondeggianti in palo e ordinate in fascia sono finite da una corona rialzata di tre fioroni visibili, d'oro (citato in (15)) inquartato: al 1º d'oro al cavaliere, vestito e coperto di rosso, montato sul cavallo di argento, bardato di rosso, passante; al 2º e 3º controinquartato: a) di rosso a tre anelli d'oro male ordinati e intrecciati; b) di rosso alla spazzola d'oro; c) d'azzurro a due fasce d'argento controinnestate; d) di rosso al morso di cavallo, all'antica, di argento, posto in sbarra; al 4º di Cavazzi che è di azzurro a tre bande d'oro ripiene di rosso, colla testa di moro, bendato di argento, attraversante; il tutto col capo d'argento, carico di tre biscioni viscontei di azzurro, coronati d'oro, col putto uscente di carnagione, ordinati in fascia, la coda di quello di mezzo accostata dalle sigle FR. e SF. di azzurro Motto: Meminisse iuvabit (citato in (4) – Vol. II pag. 403 e in (15)) |
|        | Cavazzocca di azzurro allo scaglione d'argento, accompagnato da tre teste di leone d'oro, linguate di rosso, strappate, le superiori affrontate (citato in (4) – Vol. II pag. 403) |
|        | Cavazzocca Mazzanti (Verna, Lazise) Titolo: Nobile partito: a) di azzurro allo scaglione d'argento, accompagnato da tre teste di leone d'oro, linguate di rosso, strappate, le superiori affrontate (Cavazzocca); b) d'azzurro al leone d'oro, tenente una spada al naturale, accompagnato in capo da 5 gigli, ordinati in fascia ed alternati da sei denti di un rastrello, il tutto d'oro (Mazzanti) Cimiero: il leone d'oro, nascente Motto: Omnibus his solus (citato in (4) – Vol. II pag. 403) |
|        | Cavazzola (Vicenza) 2 fasce di azzurro su argento - busto di uomo giovane e barbuto in maestà di argento su azzurro in capo (citato in LEOM) |
|        | Cavazzoni Pederzini (Modena) d'argento, all'albero cavazzato di tre rami secchi al naturale, nodrito su un monte di cinque (2, 3) colli di verde all'italiana; col capo d'azzurro caricato di sette (4, 3) stelle (6) d'argento, ordinate in fascia Motto: Rectum et recte (citato in (4) – Vol. II pag. 404) |
|        | Cavedagni (Parma) leone rampante di oro su troncato di azzurro e di rosso (citato in LEOM) |
|        | Caveglia (Monastero) Troncato d'oro e d'azzurro, il 1° a tre piante di semprevivo (al naturale), il 2° alla casa d'argento Motto: Antiqua viresco (citato in (15)) |
|        | Cavera (Sicilia) d'azzurro, con ala d'oro sormontata da tre stelle dello stesso allineate in fascia (citato in (26)) Notizie storiche in Famiglie nobili di Sicilia. |
|        | Caverni (Toscana) d'argento, alla fascia di rosso accompagnata da 3 sorci salienti di nero (citato in (2) – pag. 512 e in DAlena) |
|        | Cavicciuli (Firenze) Troncato: nel 1º d'oro, alla ghirlanda di verde; nel 2º d'azzurro pieno alias D'azzurro, al capo d'oro caricato di una ghirlanda di verde (citato in (13)) |
|        | Cavigliari (Pistoia) Interzato in fascia d'azzurro, d'oro e di rosso, ciascun punto caricato di un crescente montante d'argento (citato in (13)) |
|        | Cavina (Faenza) d'oro alla fascia scaccata di argento e d'azzurro di tre file, sormontata da una spina di botte di argento posta in palo (citato in (4) – Vol. II pag. 404) |
|        | Cavina (Firenze, Faenza) D'oro, alla fascia scaccata di tre file di rosso e d'argento, sostenente una spina di botte (o una spada bassa) posta in palo d'argento (citato in (13)) |
|        | Cavoretto (Moncalieri) Titolo: marchesi di Denice, Loazzolo, Montaldo, Salussola; conti di Belriparo, Belvedere, Pecetto, Villafranca; signori di Borgaro, Bubbio, Castelletto Uzzone, Cavoretto; consignori di Carpice, Cavallerleone, Stupinigi, Vinovo D'argento, alla banda di rosso alias D'argento, alla banda di rosso, con la bordura di nero Motto: Et mieux encore (citato in (15)) |
|        | Cavour (Savoia) d'argento, al capo di rosso caricato da tre conchiglie di San Giacomo d'oro (FR) d'argent au chef de gueules à trois coquilles saint Jacques d'or |
|        | Cavriani (Mantova) Bandato di nero e d'argento alias D'argento, a tre bande di nero alias Inquartato, al 1° e 4° d'oro, a tre bande di nero, al 2° e 3° d'oro, all'aquila bicipite, di nero, coronata del campo (citato in (15)) inquartato: nel 1º e 4º d'argento a tre bande di nero; nel 2º e 3º d'argento all'aquila bicipite di nero, coronata di oro, alla croce patente di rosso, attraversante sull'inquartato Cimiero: un liocorno, furioso, uscente al naturale (citato in (4) – Vol. II pag. 405 e in (15)) |
|        | Cavriani Ratta (Bologna, Mantova) croce patente di rosso su argento accantonata da 3 bande di nero e da aquila bicipite dello stesso coronata di oro (citato in LEOM) |
|        | Cavriani Ratta (Bologna) grifo rampante di rosso caricato da scudetto di azzurro alla fascia di rosso afferrante con le 4 zampe una foglia di palma di verde su oro - bordura di rosso caricata da 4 leoni passanti di oro (citato in LEOM) |

### Cax
| Stemma | Casato e blasonatura |
| ------ | --- |
|        | Caxa de Leruela (Milano) Titolo: marchesi di Briga Novarese Di rosso, al cofano d'oro, attraversante un cipresso dello stesso, fruttato al naturale, con la bordura d'argento, carica di otto crocette di Sant'Andrea, di rosso alias Partito, al 1° di rosso a due case al naturale, una sull'altra, l'inferiore scoperta e rovinata, al 2° d'oro, con la mano di carnagione, posta nell'ombelico dello scudo e sormontata da tre gigli d'azzurro, male ordinati (citato in (15)) |

### Cay
| Stemma | Casato e blasonatura |
| ------ | --- |
|        | Cayre o Caire (Piemonte, Provenza) Titolo: signori di Lauzet Di rosso, alla banda di nero, orlata d'argento, con un cane levriere, dello stesso, [De Orestis: collarinato d'oro] passante sulla banda, con il capo d'azzurro, cucito, carico di tre stelle d'oro, ordinate in fascia Motto: Tendit ad aethera sudor (citato in (15))                                                                         |
|        | Cayre o Caire (Carmagnola) Troncato, al 1° d'azzurro, a tre stelle d'oro, ordinate in fascia, la centrale delle tre è cometa, al 2° di rosso, alla banda d'argento Motto: Pruden donabitus astris (citato in (15)) |
|        | Cayre o Caire (Sanfront) Palato d'argento e di rosso (citato in (15)) |
|        | Cayro (Anagni) (la blasonatura non è stata ancora caricata) (citato in DAlena) |
|        | Cays e Cais (Caselette) Titoli: conti di Caselette, Clanzo, Giletta; visconti di Demonte; signori di Contes, Rorà; consignori di Centallo, Falicon, Peglione, Roccasparvera, Rocchetta del Varo, San Salvatore, Toetto Scarena d'oro, al leone d'azzurro, coronato, linguato e unghiato di rosso Cimiero: leone di azzurro, nascente Motto: Fortior in adversis (citato in (4) – Vol. II pag. 405 e in (15)) |

### Caz
| Stemma | Casato e blasonatura |
| ------ | --- |
|        | Cazami (Vercelli) Di rosso, a tre mestoli d'argento, coricati in fascia, uno sull'altro alias Fasciato di rosso e d'argento, allo scudetto d'azzurro, carico di tre mestoli d'argento, coricati in fascia, uno sull'altro (citato in (15)) |
|        | Cazzani (Bergamasco) Titolo: Conti della Val Gandino aquila bicipite di nero coronata di oro su ambo le teste su scudetto di oro su - uomo nudo di carnagione barbuto e cinto di rosso alla vita in atto di suonare un corno di nero su rosso - su leone rampante di oro su azzurro - camoscio rampante rivolto di oro su azzurro - albero di pino di oro su monte a 3 cime dello stesso uscente dalla punta attraversante i due quarti inferiori (citato in LEOM) |
|        | Cazzago (Botticino Mattina, Brescia) d'azzurro ad una grande stella d'oro di 6 raggi, caricata nel centro della metà inferiore di una figura, metà giglio metà leone rivoltato di rosso (citato in (4) – Vol. II pag. 406) |
|        | Cazzago (Botticino Mattina, Brescia) leone rampante mezzo giglio araldico e mezzo leone di azzurro su stella (6 raggi) di oro su azzurro - 6 stelle (6 raggi) di oro su azzurro poste in orlo (citato in LEOM) |
|        | Cazzago (Brescia) leone rampante rivolto mezzo giglio araldico e mezzo leone di oro su azzurro - stella (8 raggi) di azzurro bordata di oro su azzurro - 8 stelle (8 raggi) di oro su azzurro poste in orlo (citato in LEOM) |
|        | Cazzaniga (Cremona) di rosso, partito con un filetto; nel primo ad un leone d'oro; nel secondo a tre fasce d'oro (citato in BLCR) Immagine in Blasonario Cremonese (archiviato dall'url originale il 1º giugno 2017). |
|        | Cazzanigo Donesmondi (Cremona, Mantova) di rosso, partito con un filetto; nel 1º ad un leone e nel 2º a tre fasce, il tutto d'oro Cimiero: un leone d'oro (citato in (4) – Vol. II pag. 40) |
|        | Cazzanigo Donesmondi (Cremona, Mantova) filetto in palo di oro su rosso - leone rampante di oro su rosso - 3 fasce di oro su rosso - 3 stelle (8 raggi) di oro su banda di azzurro su rosso - 2 rose di argento in sbarra su rosso (citato in LEOM) |
|        | Cazzola Titolo: consignori di Montabone D'azzurro, alla banda di rosso, carica di una cazzuola d'oro, con il capo d'oro, carico di un'aquila di nero, sostenuto di nero Motto: Et stabit labor (citato in (15)) |
|        | Cazzola Hofman (Torino, Roma) Titolo: conti di San Michele Inquartato, al 1° e 4° di Solaro, al 2° e 3° di Curbis; sul tutto d'azzurro, alla fascia d'argento, accompagnata sopra da tre stelle (6) d'oro, ordinate in fascia, sotto da una colomba al naturale, tenente nel becco un ramoscello di olivo, poggiante su di un monte dello stesso, uscente dalla punta (Clementi) (citato in (15))                                                                  |
|        | Cazzolini o Cazzulini (Alassio) troncato di rosso e di oro, al mestolino o cazzuolino di legno al naturale disposto in palo sul tutto col manico in capo e la coppa in punta (citato in (4) – Vol. II pag. 406) |
|        | Cazzolis (la blasonatura non è stata ancora caricata) (citato in DAlena) |
|        | Cazzulini o Cassulini (Acqui) Di nero, al mestolino d'oro, con il capo del secondo, carico di un'aquila, del primo alias Troncato d'oro e di rosso, a un mestolino d'agento in palo (citato in (15)) |
|        | Cazzulini (Ovada) D'azzurro, a due mani d'argento, vestite di rosso, poste una sopra l'altra, impugnanti un mestolo al naturale, posto in palo, il tutto accompagnato nel capo da tre gigli d'oro disposti 1, 2 (citato in (31)) |